# Richard Bennett (gouverneur)
Pour les articles homonymes, voir Bennett et Richard Bennett.
Richard Bennet (6 août 1609-12 avril 1675) fut gouverneur de la Virginie pendant la période stratégique de la Première Révolution anglaise, succédant à partir du 30 avril 1652 au gouverneur royaliste emblématique William Berkeley.

## Biographie
Né dans le Somerset, il était le fils de Thomas Bennett et Antsie Tomson. Son oncle, Edward Bennett, était un marchand puritain de Londres, membre de la Compagnie de Virginie, arrivé en 1621. Richard Bennett, le suivit pour ses affaires, devenant l'un des membres de la petite communauté puritaine de la River James, puis du conseil du gouverneur Francis Wyatt en 1639-1642.
Le gouverneur précédent, William Berkeley, fut obligé de se rendre le 12 mars 1652 à la flotte envoyée par Oliver Cromwell et le Commonwealth, dans le cadre de l'Expédition de la Barbade. Bennett se fit élire gouverneur à l'unanimité. Il poursuivit ses affaires au Maryland voisin, négociant avec les tribus andastes un traité de paix le 5 juillet 1652. En 1655, il a abandonné ses fonctions pour rencontrer Oliver Cromwell en Angleterre.